# Astrophytum asterias
Pour les articles homonymes, voir oursin (homonymie).
Espèce
Classification phylogénétique
Statut de conservation UICN

 VU B1ab(ii,iii,v) : Vulnérable
Statut CITES
Astrophytum asterias est une espèce de cactus de la famille des Cactaceae et du genre Astrophytum.
Elle est originaire de l'État de Tamaulipas au Mexique où elle pousse à une altitude inférieure à 200 m et du Comté de Starr au Texas aux États-Unis à proximité du Rio Grande.

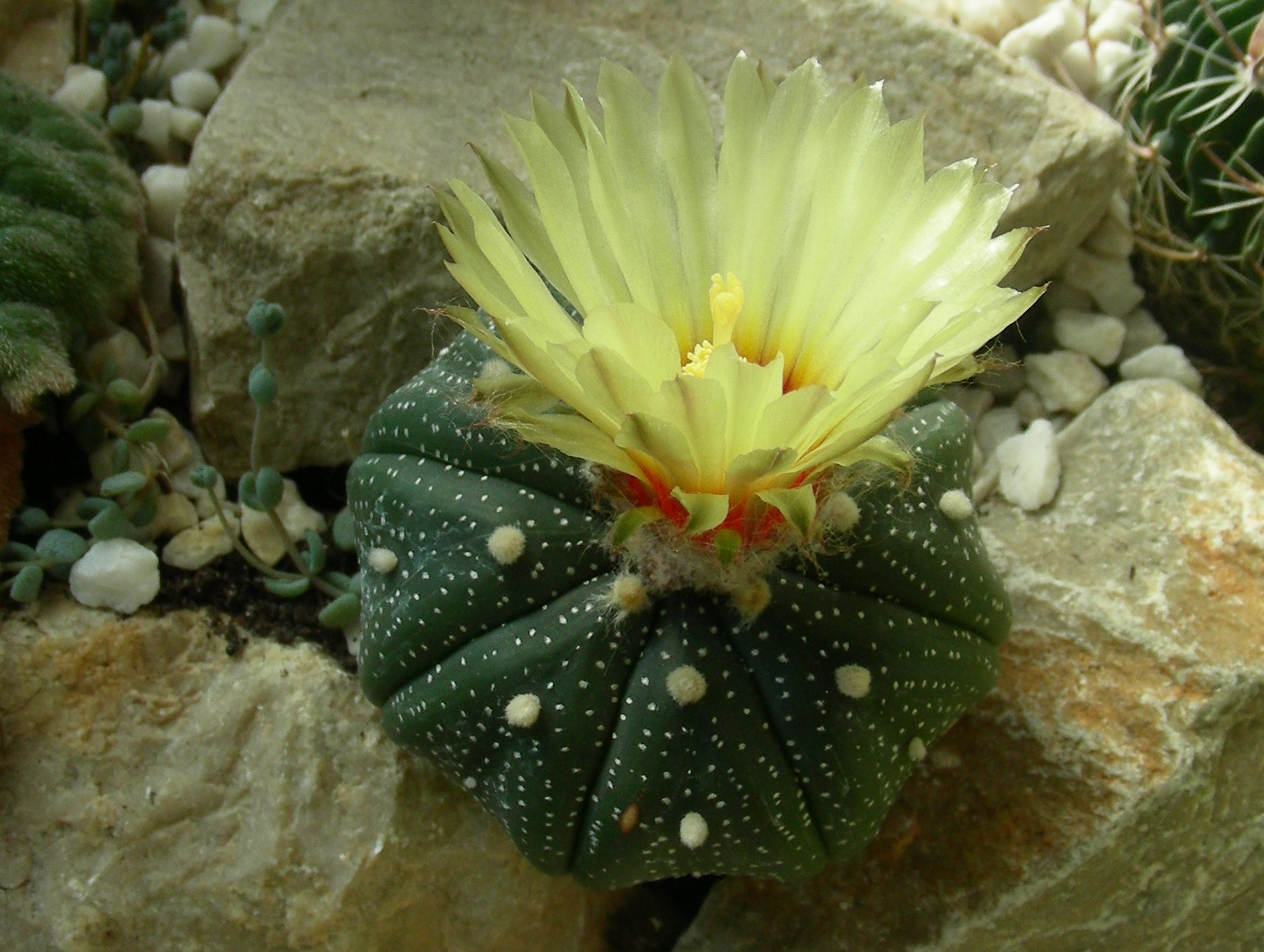
Astrophytum asterias

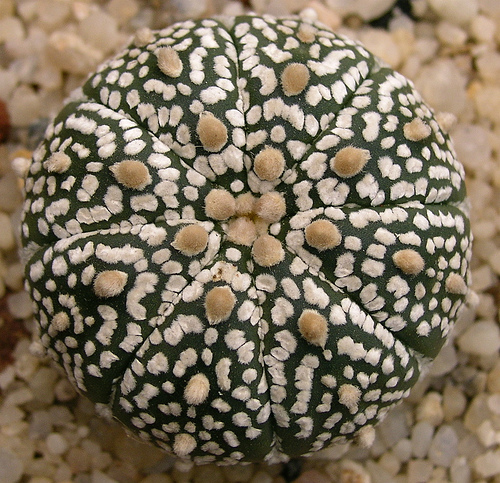
Astrophytum asterias 'Super Kabuto'

La plante est parfois appelée cactus oursin car elle évoque un "squelette" d'oursin. Elle est assez recherchée par les collectionneurs de cactacées en raison de sa forme géométrique et sa symétrie parfaite.
Elle est de petite taille, pouvant atteindre jusqu'à 10 cm de diamètre, arrondie et légèrement déprimée au sommet. Les côtes (généralement au nombre de 8) possèdent de grosses aréoles parsemées de particules blanches.
Les fleurs de Astrophytum asterias sont généralement jaunes à gorge rouge et poussent au sommet de la plante.
En raison de sa croissance lente, des ramassages abusifs et du développement urbain, l'espèce est menacée dans son environnement naturel.
Un des cultivars les plus courants est "Super Kabuto", qui présente des larges taches blanches. Le "Hanazono" a lui des aréoles sur l'épiderme.

### Liens externes

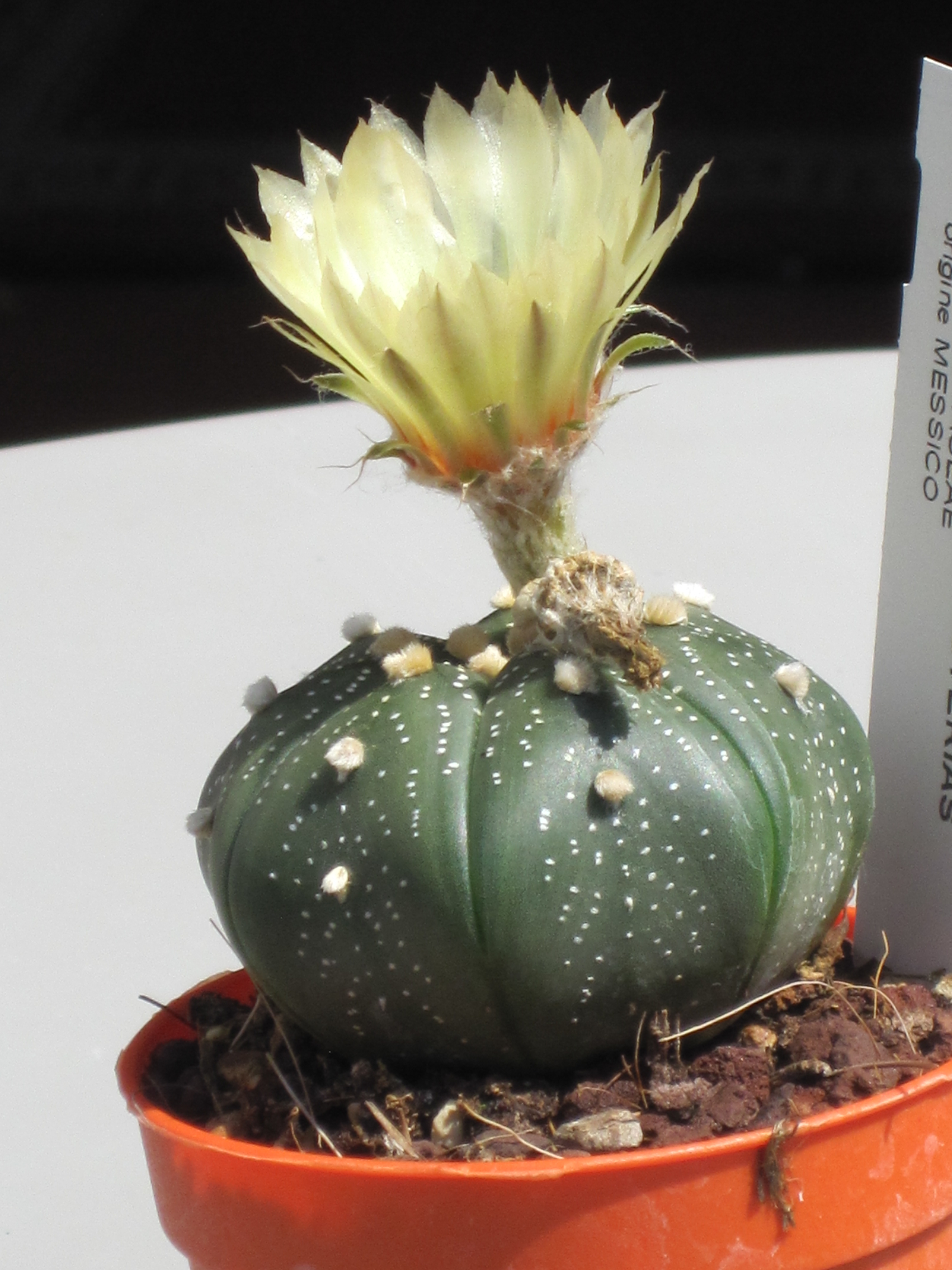
Astrophytum asterias en fleur

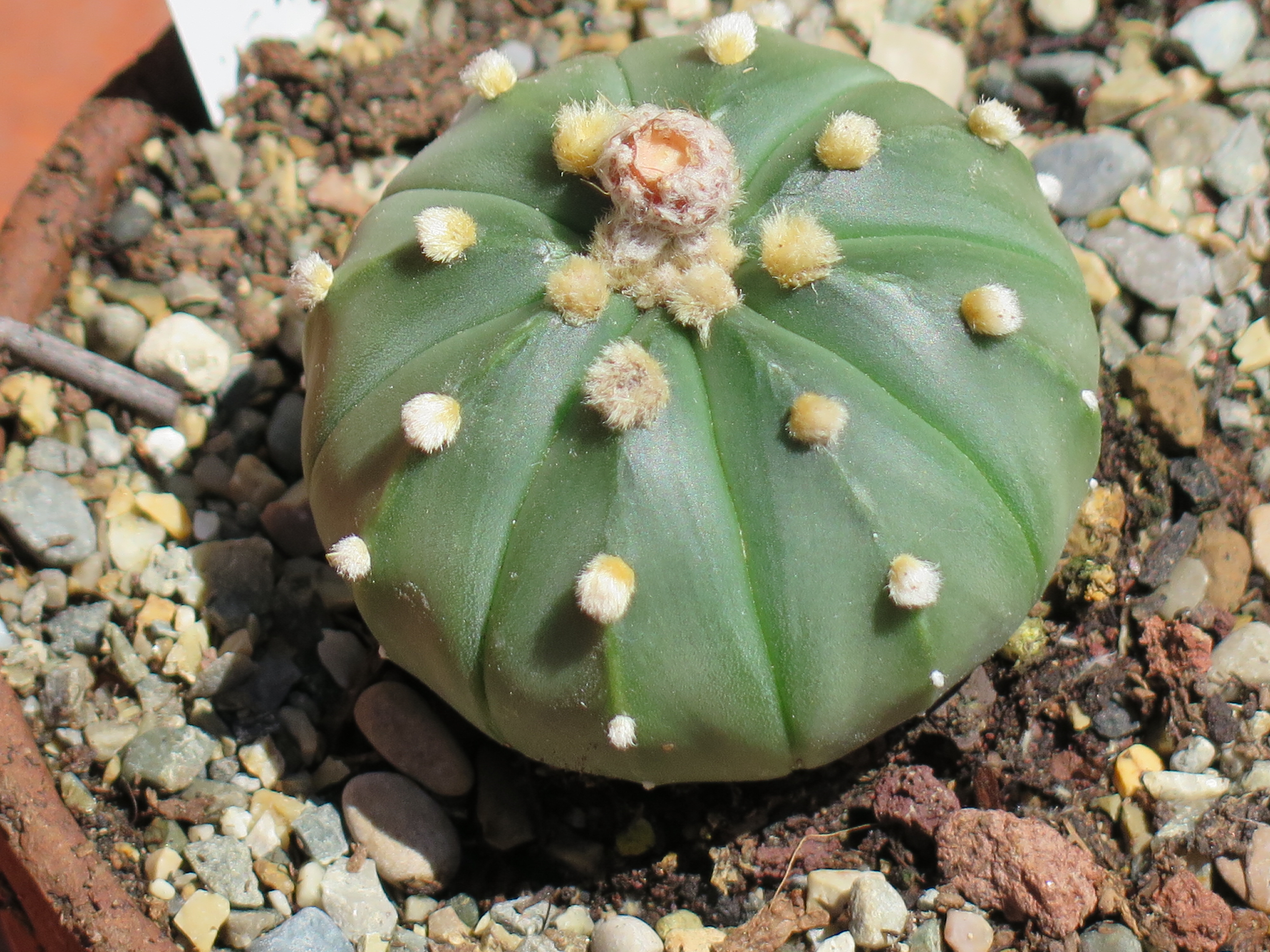
Astrophytum asterias v. nudum

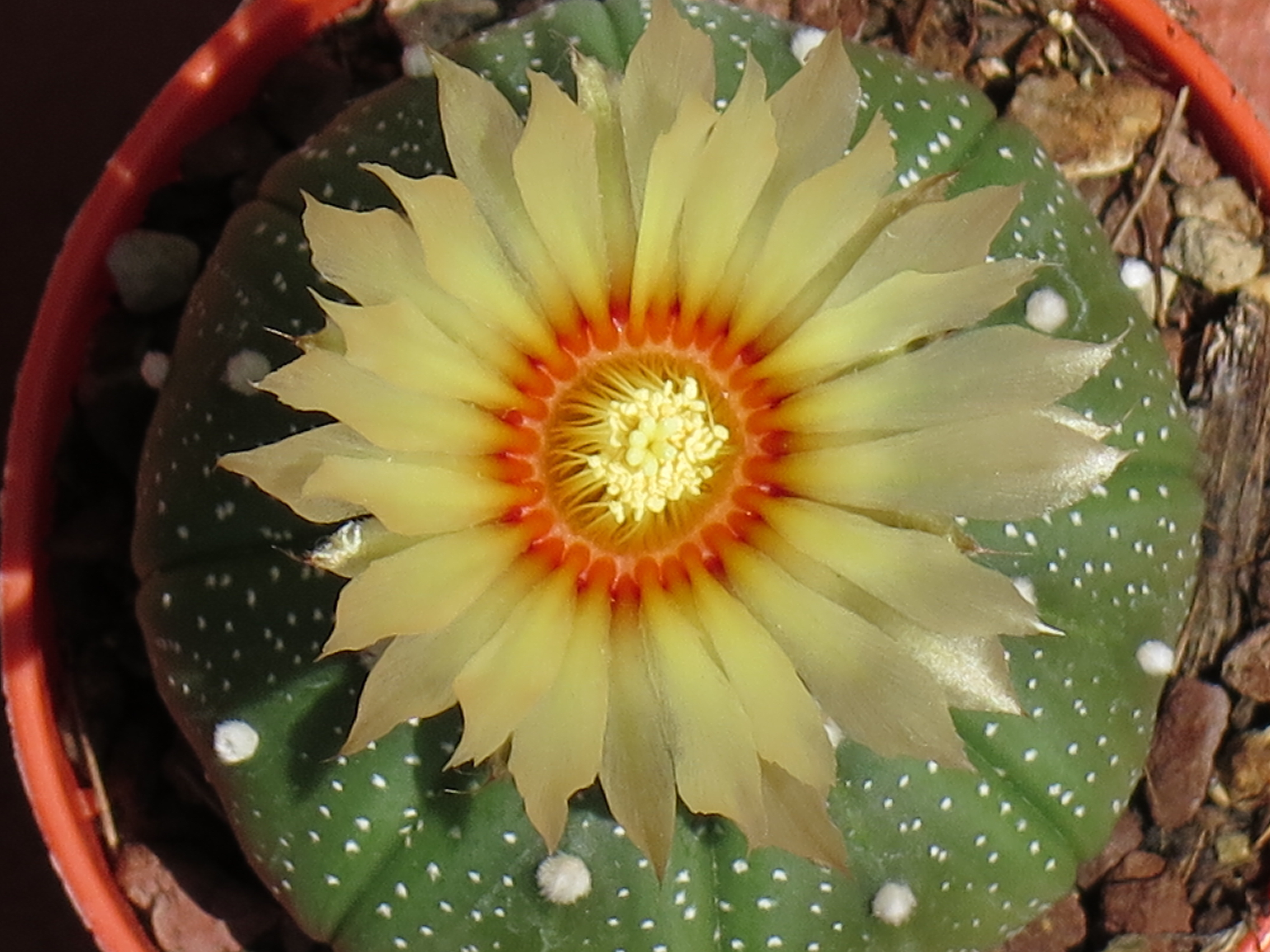
La fleur